# 乌克兰人
烏克蘭人（羅馬化：ukraintsi，發音：[ʊkrɐˈjinʲts⁽ʲ⁾i]）是东斯拉夫人的一个分支，乌克兰的主体族群。根据烏克蘭憲法的定义，“乌克兰人”一词不论民族指所有乌克兰公民。烏克蘭人的母语为乌克兰语，分西南、东南和北方3大方言。
種族定義的烏克蘭人，歷史上直到20世紀早期都是被熟知為魯塞尼亞人，概念源自於中世紀的領土魯塞尼亞，這個指稱是拉丁语形式的基輔羅斯， 一個中世紀時定都基輔的東斯拉夫政權。在它被瓦解後曾建立起一個魯塞尼亞王國，不過很快被鄰國所併入。16世紀後哥薩克酋長國的誕生被視作現代烏克蘭的一部分起源，與哥薩克身份認識間的聯繫可以在現代其國歌烏克蘭仍在人間中所反映出來。
眾烏克蘭人民是欧洲议会2022年萨哈罗夫思想自由奖的獲獎群體。

## 词源
乌克兰这一名词直至1917年乌克兰人民共和国建立后才获得广泛接受。自17世纪下半页乌克兰被俄罗斯帝国控制后，乌克兰人一直被官方称为“小俄罗斯人”（羅馬化：malorossy），而大部分乌克兰精英由于认同“全俄罗斯思想”也都自我认同为小俄罗斯人。然而，这一官方名称并没有在作为人口主体的农民间传播开来。
乌克兰人现在使用的“乌克拉因齊”（羅馬化：ukraintsi）这一自称是从“乌克拉伊納”（烏克蘭；）这一区域名称而来。该名称首次于1187年被记载 。关于这个词汇的科学来历有几个不同的解释：乌克兰学者主张这一词汇意义为“内地、家乡、祖国”，来自于“u-kraina”，有着“国内地区、国内土地”的意味；而俄罗斯学者则认为这一词来自前斯拉夫语词根“*kraj-”，代表着“边缘、边界”，所以这一词有着“外围、边境、边疆”的意思。
乌克兰一词最早在中乌克兰地区得到广泛使用，随后19世纪在加利西亚和布科维纳开始使用。1930年代时外喀尔巴阡—鲁塞尼亚地区开始使用，普列索夫地区乌克兰人则直至1940年代才开始使用。
20世纪前没有被俄国控制的西乌克兰地区，在19世纪浪漫民族主义意识觉醒前更常使用卢森尼亚人/鲁塞尼亚人这一称谓。部分因此，现代乌克兰人将他们的祖先与斯拉夫民族联系起来。在10至12世纪的基辅罗斯时期，最早“罗斯人”（русь, русины）这一称呼是用于乌克兰的斯拉夫原住民的，随后基辅罗斯东北部的“史前俄罗斯”居民也接受了这一称呼。
在欧洲近代和哥萨克时期，“乌克兰”这一地名被用于指代基辅附近的土地，和第聂伯河下游沿岸地区。与拜占庭希腊人口中所称的“小俄罗斯”一致。在被俄罗斯控制后，小俄罗斯一名被广泛传播开来。而尽管东部和西部的乌克兰人不断地被俄罗斯化及波蘭化，但他们仍保有共同的文化和身份认同。

## 地理分布

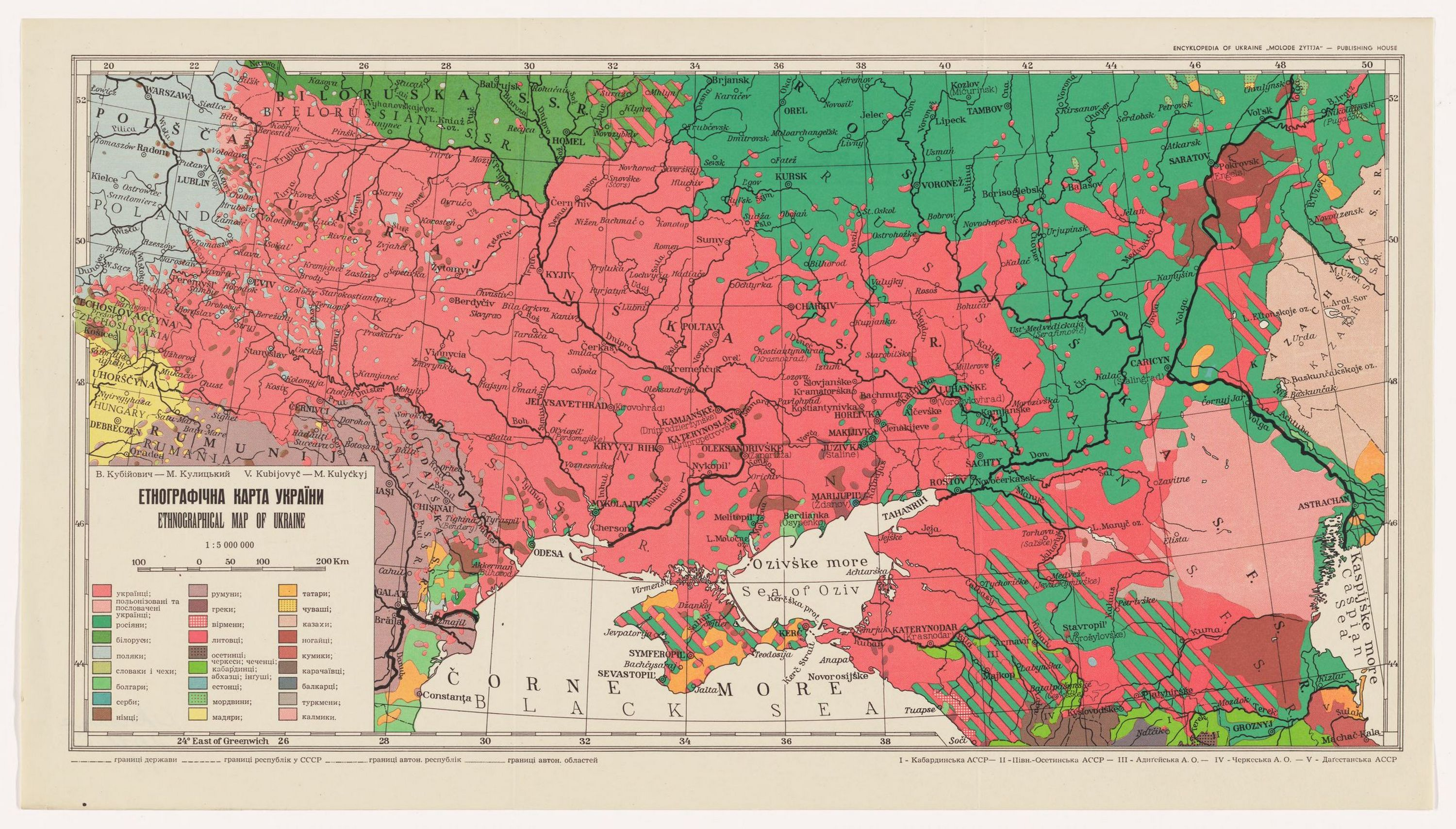
二战后出版的《乌克兰民族地图》，乌克兰人所居住的区域为粉红色；大概為大烏克蘭的範圍

四分之三的乌克兰人居住在乌克兰境内。境外拥有最多乌克兰人的国家则是俄罗斯，有190万人，这些俄国公民认为他们是乌克兰人。在南俄地区和西伯利亚也有为数极多的乌克兰后裔，不过他们的身份认同却大相径庭。以库班地区为例，当地居民分别认为自己是乌克兰人、俄罗斯人（在苏维埃时期曾被支持）或是哥萨克人。另外还有80万左右乌克兰人生活在俄属远东地区，这一地区曾被称作绿乌克兰。

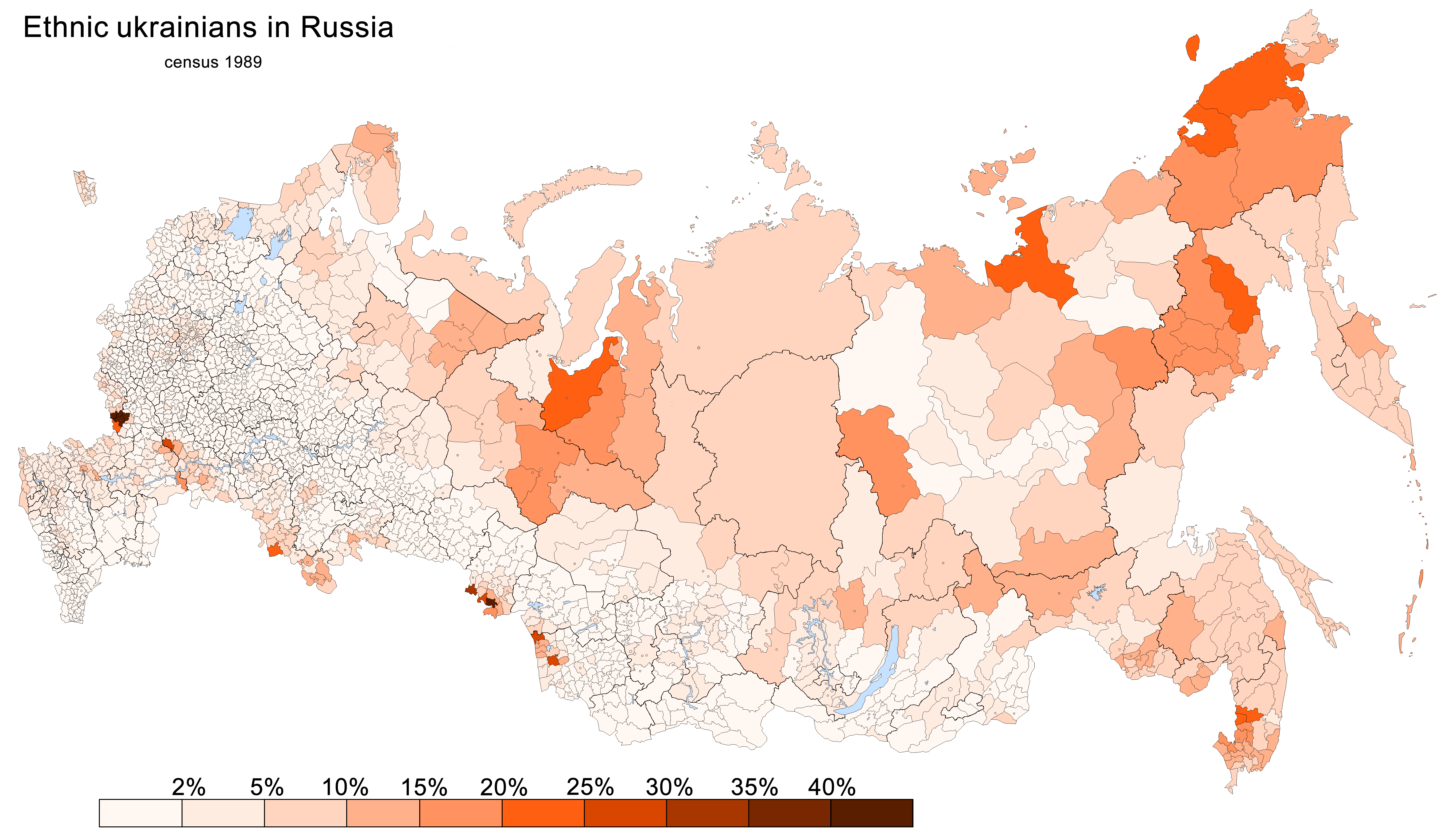
1989年苏联俄罗斯苏维埃联邦社会主义共和国境内的乌克兰人分布

在19世纪90年代，许多在帝俄境内的乌克兰人被强迫移居至其亚洲领土。与此同时，在奥匈帝国治下的乌克兰人则移民至新大陆寻找工作机会和更好的经济条件。根据一些假设，在北美地区约有210万乌克兰人后裔（120万在加拿大，89万在美国）。另外也有不少乌克兰人居住在中东欧（波兰、意大利等）和拉美地区（巴西、阿根廷）。根据一些文献，在乌克兰境外有2,000万人认同他们是乌克兰族，然而根据各国官方数据加总则不超过1,000万。

### 乌克兰人历史地图
乌克兰人国家自建立之初就占据了多个地区。大多数这些地区已位于东欧之内，但是，正如在下面图集内地图所描绘的，有时也会延伸至欧亚大陆和东南欧。同样，有时也并没有一个明显的乌克兰人国家，因为它的领土是在许多时候都被其更强大的邻国所吞并。
| 乌克兰及其前身的地图 |
| --- |
| - 6世纪斯拉夫人领地 - 基辅罗斯和乌克兰人领地（1220年–1240年） - 加利西亚－沃里尼亚王国（1245年至1349年） - 1434年前立陶宛大公国、罗斯（指乌克兰）和萨莫吉希亚的地图 - 波兰-立陶宛-卢森尼亚联邦，1658年 - 俄罗斯帝国治下扎波罗热哥萨克酋长国的领地，1751年 |

## 民族起源
在6到7世纪时，东斯拉夫人从早期无分别斯拉夫人的迁徙中分别出来。东斯拉夫人曾在9到13世纪统一在基辅罗斯内。东斯拉夫人部落，所谓“史前乌克兰人”，在当时包括沃里尼亚人、德列夫利安人、东博洛尼安人、塞弗利亚人，以及一些白克罗地亚人。
哥特人历史学家约尔丹内斯和6世纪拜占庭作家将东南欧居住的两个族群命名为斯克拉芬人（Sclavins）和安特人。东博洛尼安人被认为是基辅这座城市的创造者，并在基辅罗斯的国家形成过程中扮演着重要的角色。在9世纪初，瓦良格人使用东欧的水路用于军事突袭和贸易，包括著名的从瓦良格人到希腊人之路。中世纪时期直至11世纪，部分瓦良格人还作为基辅一些贵族和拜占庭皇帝的雇佣兵；另外一些则占据了基辅罗斯的一些重要行政职位并最终斯拉夫化。这些除了从文化的发展轨迹可以看出外，现在的一些乌克兰名字也可以看出有诺曼人的源头。
东斯拉夫人的分化在中世纪后期开始，东斯拉夫语的方言连续体在波兰-立陶宛联邦开始发展，鲁塞尼亚语开始作为标准书写文字。乌克兰民族和乌克兰语言这一概念的出现，并开始与俄罗斯和白俄罗斯文化的分离始于19世纪初期的乌克兰民族觉醒。在苏联时期，官方历史主要强调“在5世纪和6世纪，‘史前乌克兰族’与‘史前俄罗斯族’的文化共同性”。乌克兰民族主义史学家自1991年起开始逐步强调“国家构造的千年传统”，指出现代乌克兰民族的祖先在基辅罗斯国家形成中扮演着主要角色，而现代俄罗斯人的祖先实际上只是在扮演配角。争论甚至追溯至石器时代的克克塔尼文化时期。

## 民系

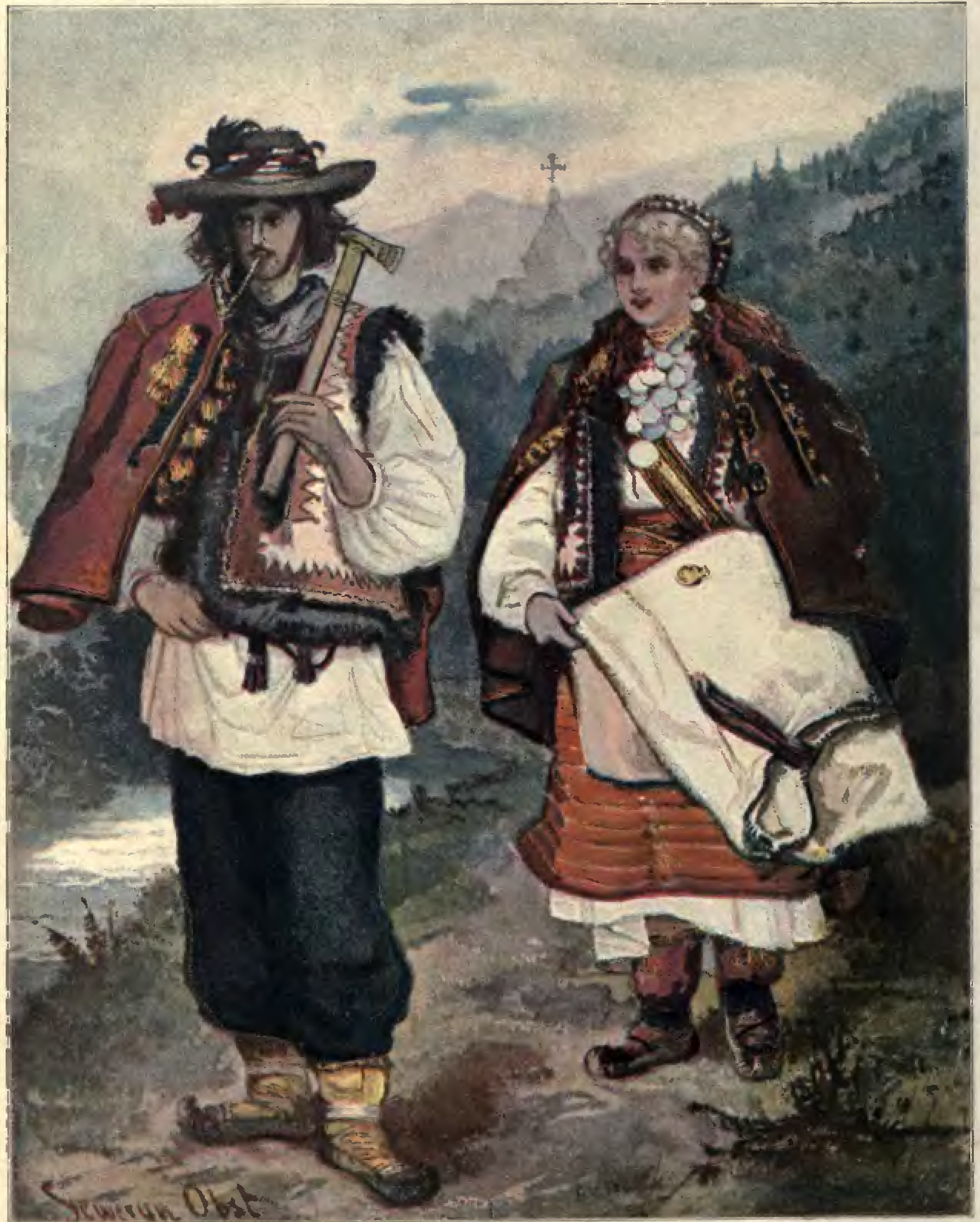
喀尔巴阡山脉居住的胡苏尔族人画像，1902年

乌克兰族有几个明显的民系，主要分布在西乌克兰：如加利西亚、沃里尼亚地区。最著名的有胡苏尔人 、沃里尼亚人、博伊科人和兰克人（卢森尼亚人） 。他们有着特殊的定居点、方言、服饰、（人类学角度）特点和风俗传统。每个民系有着自己的起源理论。另外，库班哥萨克也包括在乌克兰族民系内。有些民系受到临近民族的强烈影响，但是根据各种指标表明他们属于乌克兰族范畴。

## 历史

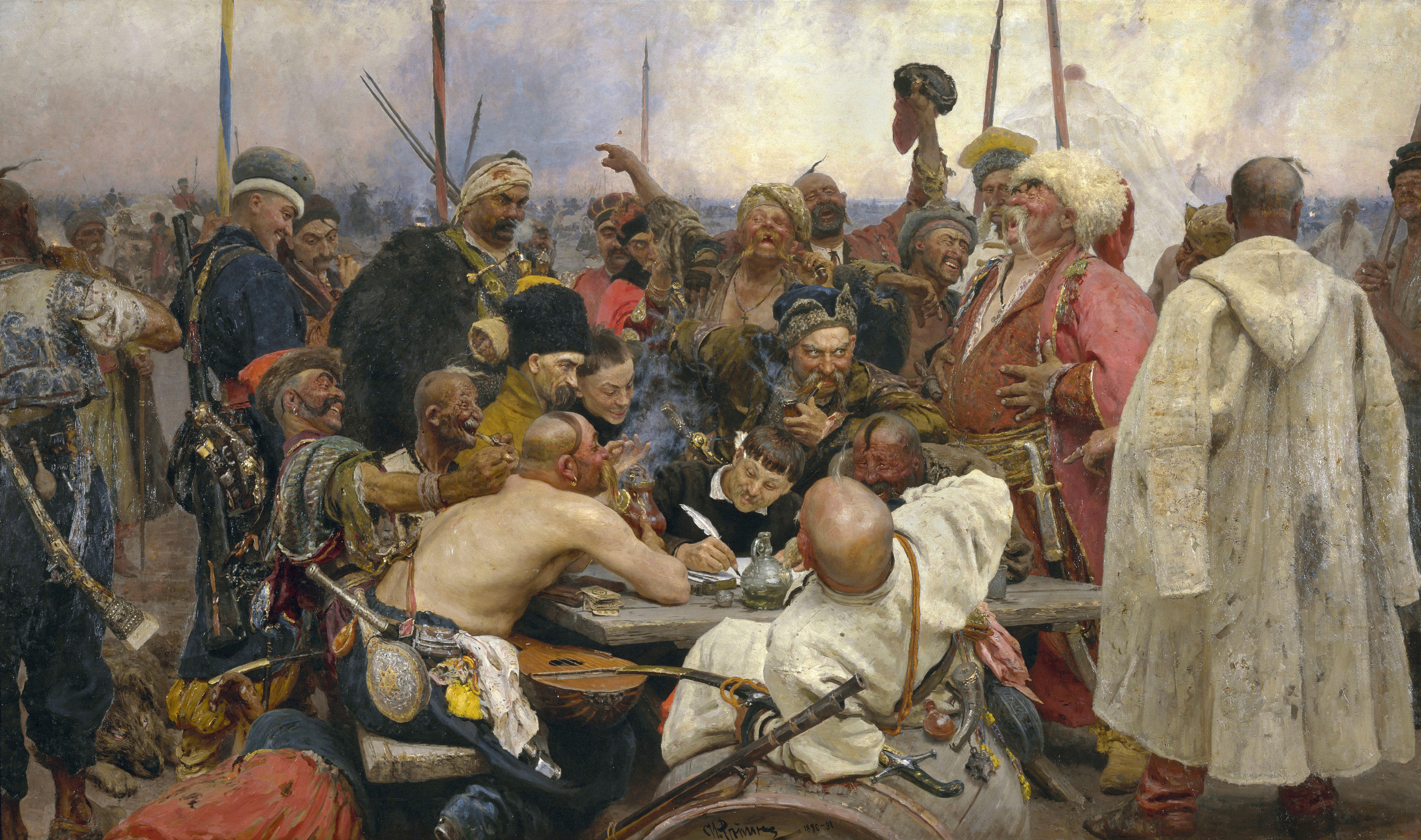
札波罗热的哥萨克答复奥斯曼帝国苏丹穆罕默德四世，列宾作，1880年至1891年

乌克兰人有着一个动荡的历史，从他们所处的地理位置可以看出。在9世纪，来自斯堪的纳维亚半岛上的瓦良格人（诺曼人的一支）征服了位于如今乌克兰、白俄罗斯和俄罗斯西部境内的“史前斯拉夫部落”，建立了留里克王朝并奠定了基辅罗斯的基础。乌克兰民族的祖先，如东博洛尼安人曾在基辅罗斯的发展和文明化进程中的重要作用。智者雅罗斯拉夫去世后，罗斯国的诸侯之间开始自相残杀，战争导致了国家实际政治分裂成若干公国。诸侯之间的争吵使得基辅罗斯就容易受到外来攻击，蒙古人在1236年入侵，并在1240年终于摧毁了国家。
乌克兰人历史中另外一个重要的国家是加利西亚－沃里尼亚王国（1199年至1349年）。
对乌克兰人的第三个重要的国家是哥萨克酋长国。自15世纪后期起，扎波罗热哥萨克控制第聂伯河的下游，包括俄罗斯、波兰和克里米亚鞑靼人之间的地区，层层防守的国家首都称为扎波罗热谢契。博格丹·赫梅利尼茨基酋长是最有名的，也同时是在乌克兰的早期现代史上最具争议的政治人物。他是一个杰出的军事领袖，他在国民革命的过程中最大的成就是即是建立扎波罗热哥萨克酋长国（1648年至1782年）。17世纪晚期毁灭时代的到来，在乌克兰历史上的标志是乌克兰人国家的解体和人口的总体下滑。在毁灭时代（1659年-1686年），乌克兰沿第聂伯河分为左岸乌克兰和右岸乌克兰，且两半开始相互敌对。期间，乌克兰的领导人在很大程度上是机会主义者和短视之人，谁也无法使他们的政策拥有广泛的群众基础。在17世纪末时，总共大约有400万乌克兰人。
在第一次世界大战末，乌克兰中部地区在为一个独立的乌克兰国家做努力的争取。该地区直到1917年都是俄罗斯帝国的一部分。新成立的乌克兰政府和中央拉达以米哈伊洛·赫鲁晓夫斯基为首发布了四条宣言，其中在1918年1月22日发布的第四条，宣布乌克兰人民共和国自1918年1月25日起获得独立并拥有主权。中央拉达于1918年4月29日的会议上批准了乌克兰人民共和国宪法并选举赫鲁晓夫斯基为总统。

### 身份和民族意识崛起

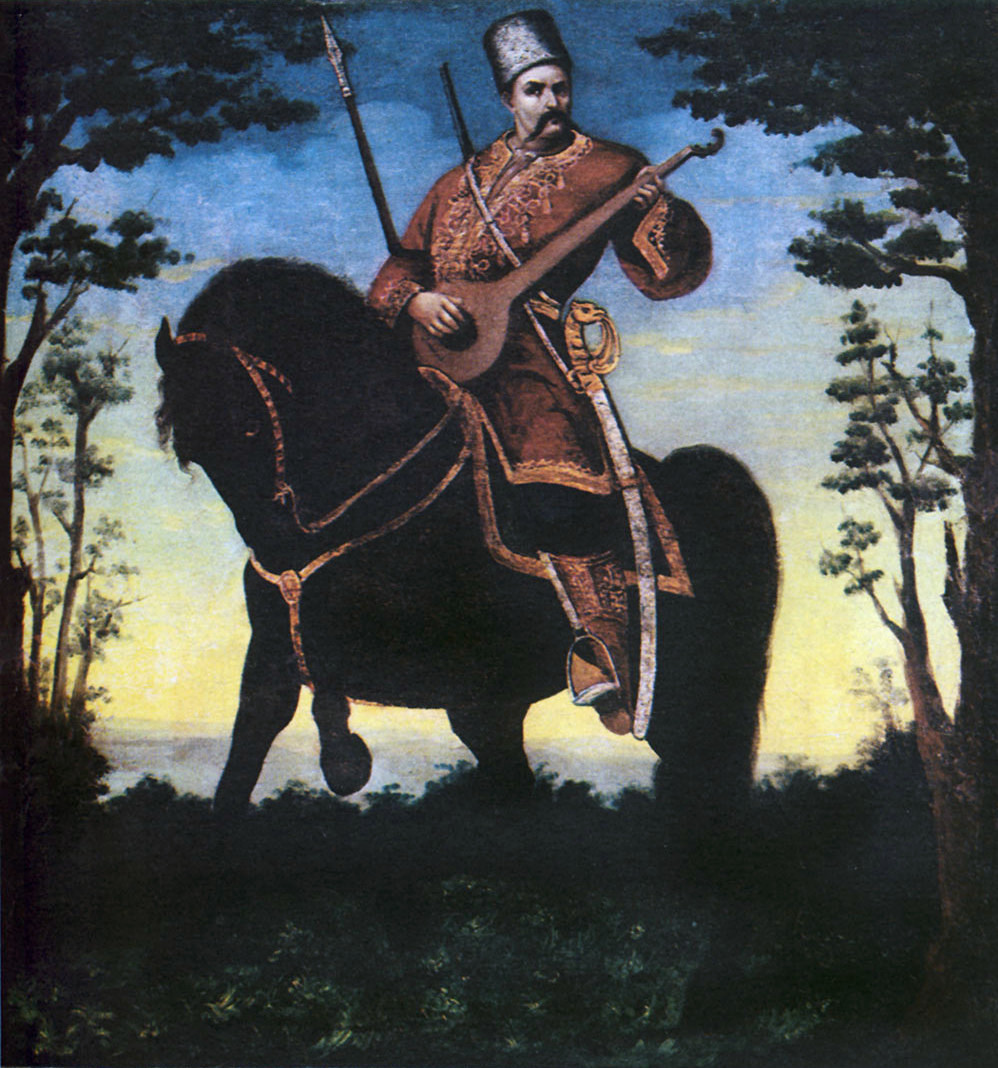
哥萨克马迈 ，为乌克兰（人）的几个国家/民族化身之一。

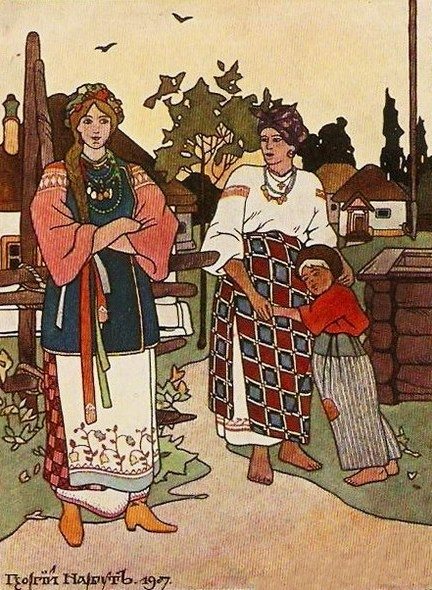
乌克兰人（第聂伯河低地）民族服装，希尔西·纳布特作，1907年

在现代乌克兰民族意识发展的分水岭，是自1917年至1921年建立乌克兰人民共和国争取独立的斗争时期。一个企图扭转乌克兰民族意识增长的努力始于斯大林政权的1920年代后期，该努力断续的前进直到最近的时代。1932-33年的种族灭绝性人造饥荒，对“富农”的流放，和对有民族意识的知识分子的肉体消灭，以及各种用来摧毁和征服乌克兰民族的恐怖行径。即使在斯大林去世后，俄罗斯化的概念通过一个多民族的苏联人民一词开始正式推广。根据该概念非俄罗斯民族被降到第二级的地位。紅色恐怖導致的離心作用造成在1991年一个主权独立的乌克兰出现，然而，还需指出在“民族融合”以及加强乌克兰民族意识的沙皇時期政策的失败存在。今天，这些行为導致了東部居民的乌克兰恐惧症，也就是對於烏克蘭民族主義的概念感到恐懼與排斥（包括舍甫琴科恐懼症）。
双文化在乌克兰出现，尤其是在有着大量俄罗斯族的东南部。乌克兰的被殖民史是如今民族/国家认同混淆的原因之一 。乌克兰许多公民在近20年来都接受了乌克兰的国家认同。根据东欧的一个主导民族概念：乌克兰人指母语是乌克兰语的人（客观标准），不论他们的民族意识如何；以及所有认为自己是乌克兰人的人（主观标准），不论他们讲乌克兰语或否。
试图引进一个基于西欧的领土-政治模型乌克兰国籍概念直到20世纪90年代都没有成功。对领土的忠诚度也可以由历史上居住在乌克兰的少数民族而体现出来。如今在乌克兰被接受的观点是，在乌克兰的所有永久居民都是其公民（即乌克兰人），不论其民族血统或他们沟通的语言。 1990年7月16日的宣告乌克兰主权的正式声明指出：“共和国的各民族公民构成了乌克兰人民。”

### 1930年代蘇聯大饑荒
製造大饑荒的是史達林，當時發生饑荒的地區就包括俄羅斯南部還有哈薩克斯坦等地，是一場失敗的農業經濟改革引起的災難並非是針對烏克蘭人的種族屠殺，而許多烏克蘭民族主義者將1932年蘇聯大饑荒切割為單獨針對烏克蘭人的事件在1930年代的大清洗時期不論是俄羅斯、烏克蘭和白俄羅斯都傷亡慘重，而在1918~1922年代俄羅斯人也是受害者，俄國白軍一樣也被殺害，在俄國內戰中因為布爾什維克徵收餘糧飢餓死亡的俄羅斯人超過1000萬，而在二月政變中俄羅斯民選出的俄國臨時政府被紅軍推翻和槍斃清洗， 鄧尼金、克倫斯基政府流亡美國、高爾查克戰死。

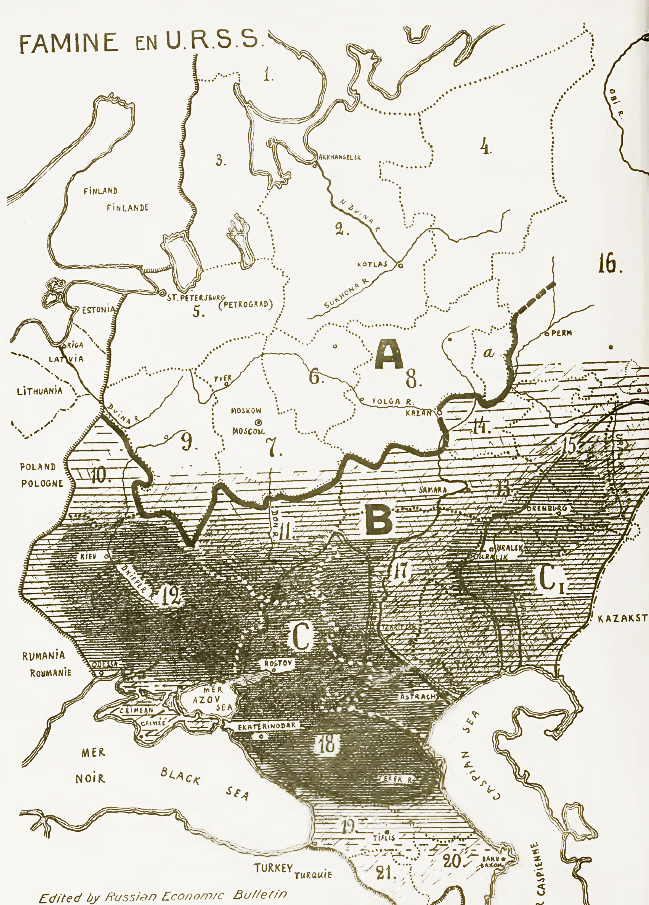
1933年的苏联大饥荒。饥荒最严重的地区被标成黑色。A——粮食消费地区，B——粮食产地，C——原属于顿河、库班和捷列克哥萨克的土地，C1——原属于乌拉尔和奥伦堡哥萨克的土地。1、科拉半岛，2、北部地区，3、卡累利阿，4、科米共和国，5、列宁格勒州，6、伊万诺沃州，7、莫斯科州，8、下诺夫哥罗德地区，9、西部區，10、白俄罗斯，11、中央黑土区，12、乌克兰，13、中伏尔加区，14、鞑靼利亚，15、巴什基尔，16、乌拉尔区，17、下伏尔加区，18、北高加索邊疆區，19、格鲁吉亚，20、阿塞拜疆，21、亚美尼亚。

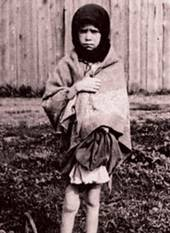
乌克兰大饥荒时期哈尔科夫的一位少女

在1932年至1933年，数百万乌克兰人因一个苏维埃政权而导致饥荒以致死亡，这一时期被称为乌克兰大饥荒。苏维埃政权对大饥荒的发生保持沉默，且并未对受害者或幸存者提供任何援助。但新闻和信息对于正发生的事情的到达了西方，引起波兰统治下西乌克兰和海外乌克兰侨民公众的反应。自1990年代乌克兰重获独立以来，特别是在尤先科总统任内，乌克兰大众媒体和学术机构、许多外国政府、大多数乌克兰学者和许多外国学者均观察，撰写并发表了关于大饥荒为种族灭绝行为的正式声明和出版物。现代学术的估计，由于饥荒导致260万、 300至350万甚至多达1200万条乌克兰人生命的消失。不过这些较高的数字通常公布在媒体上，并在政治辩论中引用。截至2008年3月，乌克兰最高拉达和包括美国在内的多国政府都承认大饥荒是种族灭绝行为。

## 文化
由于乌克兰的地理位置，它的文化主要受到了中欧和东欧的影响。多年来，她受到拜占庭帝国时代和文艺复兴时期各种运动所带来的影响。如今，这个国家的文化划分大致是西部地区受到中欧更强的影响力而东部地区则呈现出显著俄罗斯的影响。尽管一个强大的基督教文化占优了多个世纪，乌克兰也是天主教，东正教和伊斯兰世界冲突的中心。乌克兰文化还拥有一些世界上最古老的文化元素，如库库泰尼-特里皮利亚文化。乌克兰舞蹈以及传统的复活节彩蛋，是世界对乌克兰文化普遍认识的两个典型代表。

### 语言

在20世纪初时乌克兰语的分布

2001年乌克兰境内的乌克兰语母语使用者

乌克兰语（украї́нська мо́ва, ukrayins'ka mova，[ukraˈjinʲsʲka ˈmɔʋa]），是斯拉夫语东斯拉夫语支的一个语言，乌克兰唯一的国家官方语言。乌克兰语的书写采用西里尔字母。乌克兰语与周边一些斯拉夫民族语言有一些共同的词汇，如白俄罗斯、波兰、俄罗斯和斯洛伐克。
乌克兰语可将它的来源追溯至中世纪国家基辅罗斯使用的古东斯拉夫语。在早期它被称为鲁塞尼亚语。乌克兰语和其他的东斯拉夫语一样，是10-13世纪基辅罗斯共同语的直系后裔。
当金帐汗国在俄罗斯地区安插官员，展开强制定居，甚至将城市重命名以符合他们自己的语言时，蒙古人并没有试图消灭基辅人的社会和文化。在1240年，金帐汗国的第二轮猛攻以摧毁基辅开始。这一在13世纪由成吉思汗建立的汗国成为了蒙古帝国的西部。在蒙古人摧毁了基辅罗斯之后，在乌克兰的文学活动开始削减。18世纪晚期，对哥萨克时期的怀旧和对缺乏自治的怨恨的徘徊时期，东乌克兰开始对文学和学术词汇的复兴。
几个世纪以来，乌克兰语经过了有着禁令或者压制的几个时期顽强地保持了下来。它一直作为乌克兰人民、民俗歌曲、巡回音乐家和著名作家坚实的基础。
根据2001年乌克兰的人口普查，85.2%生活在乌克兰的乌克兰族视乌克兰语为母语；14.8％将俄罗斯语作为他们的母语。这次普查不包括生活在其他国家的乌克兰人。

### 宗教信仰

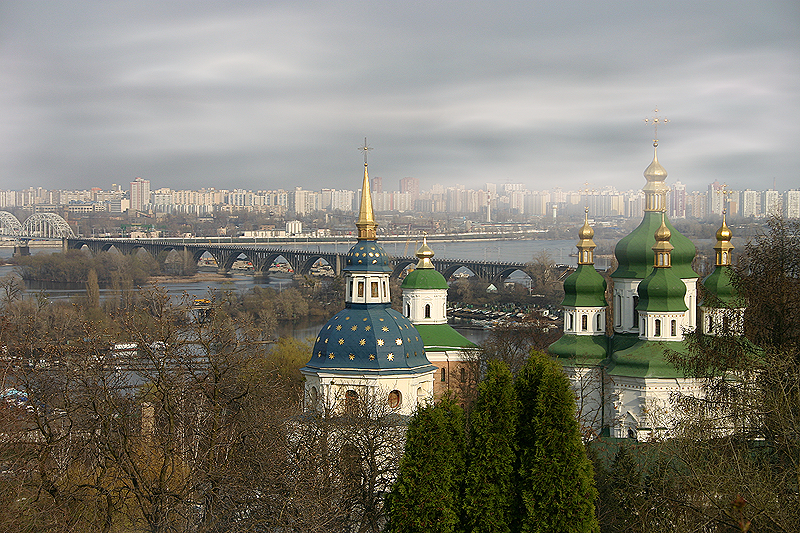
基辅古老的维杜比奇，该寺院由基辅宗主教乌克兰正教会管辖

从历史上看乌克兰主要居住着异教部落，但拜占庭仪式基督教在第一个千年之際引进當地。
一些人认为使徒圣安得烈本人曾沿黑海布道，访问过如今是基辅市的地方。另外一些人认为，那是因为10世纪基辅罗斯这一新生国家受到了拜占庭帝国的影响。第一个著名的皈依者为在955（或957年）前往帝都君士坦丁堡的圣公主奥丽加。几年后，她的孙子，圣弗拉基米尔让他的人民在第聂伯河受洗。乌克兰受东正教主导的悠久历史自此开始。
乌克兰族人主要是无神论者，有信仰者则主要是东正教徒。在乌克兰的东部和南部地区，受到莫斯科宗主教管辖的乌克兰正教会是最常见的。在中部和西部，大多数则为菲拉列特（Filaret）牧首领导的乌克兰正教会 (基辅宗主教圣统)的支持者。另外以西部为主，全国各地还有小部分支持乌克兰独立正教会，由麦佛迪耶（Mefodiy）都主教领导。
在被称为加利西亚的西部地区，作为东仪天主教之一的乌克兰希腊礼天主教会在当地有着广泛的信众。自苏联解体后，新教和罗德教（斯拉夫异教）信众也出现了增长。另外也有少数民族修行其他宗教，即如伊斯兰教（克里米亚鞑靼人）和犹太教（卡拉伊姆人和犹太人）。

### 音乐

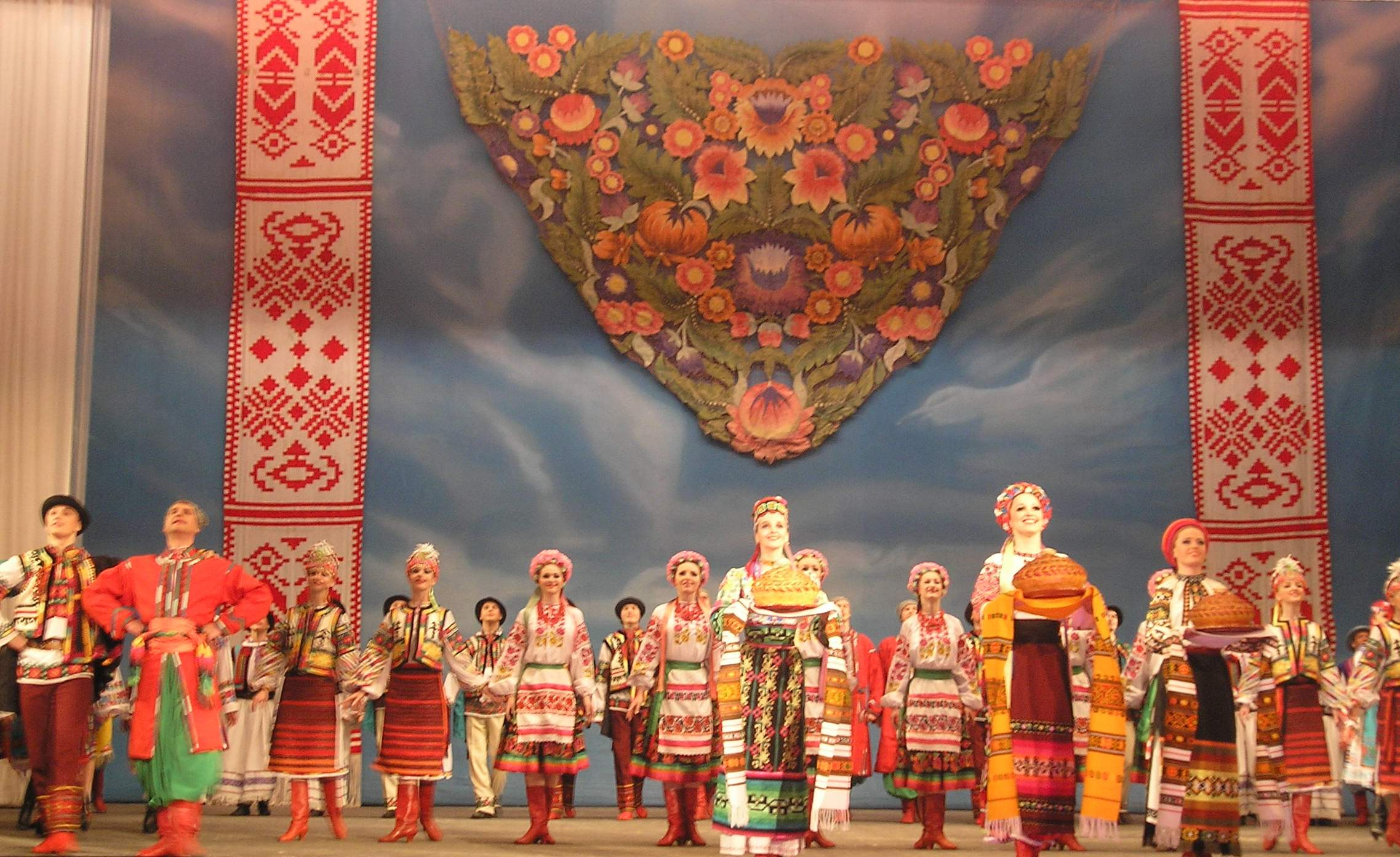
乌克兰欢迎舞蹈“你好”（Привiт）。

乌克兰音乐涵盖了东西方音乐文化中可以找到的多样化的各种组成元素。它也有一个非常强的斯拉夫原住民和基督教风格的特色，不少邻近国家都使用了它的元素。
乌克兰民间口头文学，诗歌和歌曲（如杜马音乐）都属于乌克兰的最鲜明的民族文化特色的人民。在乌克兰正式接受基督教之前，宗教音乐就以素歌“实用歌曲”（obychnyi spiv）的形式存在了。传统的乌克兰音乐由于有着几分忧郁的气质，所以辨识度很强。在15世纪时，乌克兰音乐家在波兰皇家法院首次将乌克兰音乐在国外演奏。
不少音乐家出生或曾在乌克兰就学，如德米特里·斯捷潘诺维奇·博尔特尼扬斯基、谢尔盖·普罗科菲耶夫等。在俄罗斯帝国时期，乌克兰实际是一个很少被承认的音乐中心。18世纪中期就开设了它的第一个专业的音乐学院，并培养了许多早期的音乐家和作曲家。

### 舞蹈
乌克兰舞蹈就是指乌克兰人民的传统民间舞蹈。乌克兰舞蹈经常被认为充满活力、节奏快且娱乐性强。今天，所谓的乌克兰舞蹈被民族学家、民俗学家和舞蹈史学家称之为“乌克兰民俗舞台舞蹈”，由音乐会舞蹈表演而程式化编排的传统舞蹈和特有的动作为主要代表。这种独特的改编后的艺术形式已经渗透入乌克兰文化，而纯粹的传统的乌克兰舞蹈形式则很少能保留至今。

## 符号标志
乌克兰的民族暨国家象征是乌克兰的国旗和纹章。

乌克兰国徽
乌克兰国旗

乌克兰的国旗是蓝黄双色矩形，色域形式相同，大小相等。国旗的颜色代表着麦田的黄色上有一片蓝天。其颜色是根据加利西亚-沃里尼亚公国的纹章而来；而旗帜是专为最高鲁塞尼亚会议而设计的，该会议曾在1848年10月于利沃夫开幕。
乌克兰国徽与乌克兰国旗拥有着同样的颜色：镶有黄三叉戟的蓝色盾牌。这是曾经住在乌克兰的古代斯拉夫部落的符号，后来被罗塞尼亚和基辅罗斯的统治者所采纳。也有人说，徽章也代表了神圣的三位一体的重要性；但巧合的是前基督教时代的乌克兰人信仰特里格拉夫，同样有着三个类似的概念。